# Laissez faire
L'expressió francesa "laissez faire, laissez passer" ("deixeu fer, deixeu passar") il·lustra la teoria econòmica que preconitza una llibertat absoluta: lliure mercat, lliure manufactura, impostos molt baixos o nuls, lliure mercat laboral i intervenció mínima dels governs. Va ser usada per primera vegada per Jean-Claude Marie Vicent de Gournay, fisiòcrata del segle xviii, contra l'intervencionisme del govern a l'economia.

## Història
En la segona meitat del segle xviii, a la calor de la Revolució industrial anglesa, Adam Smith va ocupar un paper molt important en la popularització de les teories econòmiques del laissez-faire, sent considerat el pare del lliure mercat o lliurecanvisme. La idea principal d'aquestes teories era la no ingerència dels Estats en assumptes econòmics. Segons Adam Smith, hi havia una mà invisible que guiava a l'economia de mercat per la qual la suma dels egoismes responsables repercutiria en benefici de tota la societat i el desenvolupament de l'economia. Les regulacions socials, des d'aquest punt de vista, resultaven poc desitjables.
En la França del segle xviii l'expressió laissez faire era la fórmula mitjançant la qual els revolucionaris comprimien el seu programa. El seu objectiu era l'establiment d'una societat de mercat sense obstacles. Amb la finalitat d'arribar a aquest fi advocaven per l'abolició de totes les lleis que prevenien que gent més eficient superés a competidors menys preparats.
Avui dia s'utilitza com a sinònim d'economia de liberalisme econòmic o neoliberalisme mes no obstant això, la teoria laissez-faire suposaria reduir dràsticament la influència dels governs començant per abstenir-se de participar en l'economia. Això també suposa una massiva reducció de la grandària dels programes socials i el predomini de la llei de l'oferta i la demanda en tots els àmbits de la vida.